# La Academia Kids
La Academia Kids (por motivos de patrocinio La Academia Kids Lala) fue la versión infantil del reality show musical mexicano, La Academia.
Una propuesta de Roberto Romagnoli y aprobada por Alberto Santini Lara, entonces director de Azteca Trece. Iniciando sus transmisiones el 31 de agosto de 2013, bajo la conducción de Ingrid Coronado.
La Primera Temporada tuvo a 20 participantes entre los 6 y 14 años de edad, procedentes de varias regiones de México, los Estados Unidos y Guatemala. El premio económico al que resultaba ganador sería de $500 000 MXN, además de la grabación de su primer disco bajo la producción de Kiko Campos y el apoyo de la televisora para continuar su carrera musical. En su gran estreno, este programa obtuvo en índice de audiencia de 12.3 puntos y en su final 14.1 en México.
Debido a los altos niveles de audiencia, Roberto Romagnoli, director del área de entretenimiento de TV Azteca, confirmó una Segunda Temporada de La Academia Kids; y aunque Alberto Santini Lara decidió dejar la dirección de Azteca Trece a principios de 2014, el nuevo director, Rodrigo Fernández, decidió incluir a dicha temporada en sus planes para el canal. Tuvo su estreno el 16 de agosto de 2014, contando con la participación de 21 niños.
Se había confirmado una Tercera Temporada para 2015; pero debido a la situación económica de TV Azteca a mediados de ese año y el final del contrato de exclusividad de Lolita Cortés, algunos programas tuvieron que ser cancelados y dicha temporada que estuvo a punto de estrenarse fue incluida en esos planes.
El 17 de diciembre de 2015, se realizó una nueva confirmación para la Tercera Temporada, la cual supuestamente se estrenaría para 2016, nuevamente bajo la conducción de Ingrid Coronado; pero nuevamente no llegó a concretarse dicha temporada y terminó cancelandose indefinidamente debido a problemas económicos con las audiciones, y también a que en enero de 2016, Roberto Romagnoli, quien propuso el concepto, fue destituido como director del área de entretenimiento de TV Azteca por Benjamin Salinas Sada, director general de la televisora y 3 meses después fue destituido como director de Azteca Trece, Rodrigo Fernández, quien aprobó la emisión de la Segunda Temporada.
Hasta el momento, ningún directivo actual de TV Azteca, principalmente para el canal que ahora se llama Azteca Uno, ha tomado en cuenta el proyecto de la Tercera Temporada de La Academia Kids en sus planes, por lo que dicha temporada aún está en dudas de su producción y se desconoce cuando o si es que se realizará.

## Estructura
Es un concurso en formato talent show basado en el formato italiano de la cadena RAI Ti lascio una canzone, siendo los principales las principales exigencias ser especializado en las áreas de canto, baile y actuación. Los alumnos que compiten son valorados por tres jueces, si tienen más de 2 focos verdes pasan al siguiente programa, si tienen más de 2 focos rojos quedan sentenciados y al final del programa los jueces deciden quien abandona La Academia Kids de los sentenciados.
Conviven en una casa de 500 metros cuadrados, equipada con 30 cámaras donde reciben clases y conviven encerrados con sus compañeros y un encargado que puede ser la madre, abuela, etc. Teniendo una vez a la semana un concierto donde son evaluados por unos críticos y en donde van a ir siendo eliminados hasta llegar al ganador.

### Jurado
| Jurado            | Profesión                      | Generación |
| ----------------- | ------------------------------ | ---------- |
| Alicia Villarreal | Cantante, compositora y actriz | 1,2        |
| Lolita Cortés     | Cantante, actriz y bailarina   | 1,2        |
| Luis Coronel      | Cantante                       | 1          |
| Víctor García     | Cantante, actor                | 2          |

### Profesores
| Profesor       | Profesión                           | Generación |
| -------------- | ----------------------------------- | ---------- |
| Kiko Campos    | Director                            | 1,2        |
| Charly Valdes  | Cantante                            | 1,2        |
| Alina Carbajal | Maestra Coreógrafa                  | 1,2        |
| Laura Cortés   | Profesora de canto y actuación      | 1          |
| Aníbal Murat   | Preparador vocal, Profesor de canto | 1,2        |

## Concursantes
| Edición        | Ganador | 2.º lugar | 3.er lugar    | Otros finalistas                             | Otros concursantes (en orden de eliminación) | N.º de participantes |
| -------------- | ------- | --------- | ------------- | -------------------------------------------- | --- | -------------------- |
| 1.ª generación | Eddy    | Nahomy    | Adamaris      | 4.º Christopher Vega 5.ª Ximena 6.ª Michelle | 7.º Guillermo 8.ª Melany 9.º Esaú 10.º Japhet 11.ª Viviann 12.º Cristian* 13.º Lupillo 14.º Santiago 15.º Juan Ángel 16.ª Corina 17.ª Irány 18.ª Daniela 19.º Sebastián 20.ª Leslie         | 20                   |
| 2.ª generación | Karla   | Sarah     | Nicole Alexis | 5.ª Angélica Vargas 6.ª Sofía                | 7.º Giovas 8.º Yuawi 9.º Anthon 10.º José Fernando 11.º Jacob* 12.º Jesús 13.ª Lolita 14.ª Valeria 15.ª Alison 16.º Pablo 17.ª Ximena 18.ª Samantha 19.º Alejandro 20.º Santiago 21.º Marco | 21                   |

## Generaciones
| Generación | Conciertos | Inicio               | Fin                     |
| ---------- | ---------- | -------------------- | ----------------------- |
| 1.ª        | 16         | 31 de agosto de 2013 | 21 de diciembre de 2013 |
| 2.ª        | 16         | 30 de agosto de 2014 | 13 de diciembre de 2014 |

### Primera generación (2013)
La primera temporada, también conocida como primera generación, perteneciente a 2013, se inició el sábado 31 de agosto con 20 concursantes de todo México y de países vecinos como los Estados Unidos y Guatemala, como se ha hecho en las generaciones pasadas de La Academia.

### Segunda generación (2014)
La segunda temporada se transmitió en 2014. La final se celebró el 13 de diciembre con Sofía, Angélica, Alexis, Nicole y Sarah como finalistas y Karla Herrarte como la ganadora; siendo la primera vez que un alumno de procedencia extranjera logra llevarse el primer lugar.

### Tercera generación (Cancelada)
Después de la finalización de la segunda temporada, Ingrid Coronado confirmó una tercera temporada que supuestamente se estrenaría en 2015. Sin embargo, el contrato de exclusividad de Lolita Cortés se terminó debido a la situación económica de TV Azteca, misma quien confirmó que la tercera temporada a punto de estrenarse ese año ya no se realizaría.
En 2015, se confirmó que la tercera temporada supuestamente se estrenaría para 2016, nuevamente bajo la conducción de Ingrid Coronado, pero debido a problemas económicos con las audiciones y la producción, se terminó cancelando indefinidamente.
Hasta el momento, ya no se han confirmado más planes para la tercera temporada del reality, y se desconoce cuando o si es que se realizará dicha temporada.

## Programas relacionados

### La Hora de los Kids (2014)
Del 17 de febrero de 2014 al 14 de junio de 2014.
Fue un programa de entretenimiento protagonizado por los exalumnos de la academia kids: Eddy, Nahomy, Adamaris, Guillermo, Santiago, Ximena, Esau, Michelle y Sebastián; donde presentaban musicales, Sketch, etc.

### La Academia (Formato original)
El concurso mexicano que se estrenó en el 2002 creado por el productor italiano Giorgio Aresu en donde todos deben votar por su alumno favorito a través de llamadas electrónicas y/o mensajes del texto donde el público decide quien será el ganador.

## Discografía
| Temporada | Participante    | Álbum             | Año  | Discográfica |
| 1         | Eddy Valenzuela | Corre Muy deprisa | 2014 | Azteca Music |

| Recopilatorios (2013) | Recopilatorios (2013)                                                                                   | Recopilatorios (2013)       | Recopilatorios (2013) |
| Generación            | Académico                                                                                               | Album                       | Año'                  |
| --------------------- | --- | --------------------------- | --------------------- |
| 1                     | 1: Eddy, Nahomy, Adamaris, Chritopher Vega, Michelle, Ximena, Japhet, Esau, Viviann, Melany, Guillermo. | La Academia Kids Vol. 1 y 2 | 2013                  |